# Nicole Feidt
Nicole Feidt, née le 8 février 1936 à Baccarat (Meurthe-et-Moselle), est une femme politique française.

## Biographie
Née le 8 février 1936 à Baccarat, Nicole Marie Thérèse Feidt est l'épouse de Jean Feidt, ancien conseiller municipal de Toul décédé le 28 novembre 2002,. Elle est membre du Parti socialiste.
Fonctionnaire, elle se présente à la députation dans la 5e circonscription de Meurthe-et-Moselle lors des élections législatives des 25 mai et 1er juin 1997, l'emportant au second tour avec 52,33 % contre le sortant UDF Aloys Geoffroy. Elle a pour suppléant Alain Delhotal, maire de Xirocourt et artiste. Élue secrétaire de l'Assemblée nationale (13 juin 1997-18 juin 2002), elle est membre (13 juin 1997) puis vice-présidente (5 avril 2000) de la commission des lois constitutionnelles, de la législation et de l'administration générale de la République, membre de la commission spéciale chargée d'examiner le projet de loi d'orientation relatif à la lutte contre l'exclusion (28 mars-9 juillet 1998), de la commission d'enquête sur l'activité et le fonctionnement des tribunaux de commerce (21 janvier-2 juillet 1998), de la commission d'enquête sur le fonctionnement des forces de sécurité en Corse (26 mai-10 novembre 1999), de la commission d'enquête sur la situation dans les prisons françaises (9 février-28 juin 2000).
Tête de la liste de gauche lors des élections municipales de 2001 à Toul, elle arrive en tête au premier tour avec 29,74 % contre la liste de droite, emmenée par Jacques Gossot, maire sortant de droite, qui obtient 28,97 %. Puis, au second tour, elle l'emporte avec 50,65 % des voix. De nouveau candidate aux élections municipales de 2008, elle arrive en tête au premier tour avec 34,63 % des voix, face à Jacques Gossot (25,07 %), Nadine Morano (24,40 %), Dominique Blaise (12,76 %) et Alain Ogier (3,14 %), et l'emporte au second tour avec 43,69 %, contre Jacques Gossot (30,05 %) et Nadine Morano (26,26 %).
Elle cède sa place à Alde Harmand le 25 mai 2013.

## Détail des fonctions et des mandats

### Mandats locaux
- 1989 - 1997 : maire de Foug
- 2001 - 2013 : maire de Toul
- 1994 - 2001 : conseillère générale du canton de Toul-Nord

### Mandat parlementaire
- 1er juin 1997 - 18 juin 2002 : députée de la 5e circonscription de Meurthe-et-Moselle

## Distinctions
- Chevalier de la Légion d'honneur le 1er janvier 2013[6].